# Die Vogelscheuche (Roman)
Die Vogelscheuche: Der zweite Fall für Jack McEvoy (englisch The Scarecrow) ist der 20. Roman des US-amerikanischen Krimi-Autors Michael Connelly. Neben dem Haupt-Protagonistin Jack McEvoy tritt Rachel Walling auf. Der Roman erschien 2009 in Englisch, in deutscher Übersetzung 2011 unter dem Titel „Sein letzter Auftrag“ und 2022 in einer Neuauflage unter dem aktuellen Titel.

## Handlung
Die Printmedien leiden unter dem Aufkommen des Internets und entlassen überall Mitarbeiter. 2009 will die Los Angeles Times 100 Reporter entlassen. Und Nummer 99 ist ausgerechnet Jack McEvoy, der ein renommierter Polizeireporter ist, insbesondere weil er maßgeblich an der Aufklärung des Falls des Poeten beteiligt war, damals noch bei den Rocky Mountain News in Denver angestellt. Er war vor etwa zehn Jahren zur LA Times gewechselt, doch jetzt hat er noch zwei Wochen bei der Zeitung und soll seine Nachfolgerin Angela Cook einarbeiten.
Er will aber vor seinem Ausscheiden noch eine große Story schreiben. Er konzentriert sich auf den Fall des 16-jährigen Drogendealers Alonzo Winslow, der von der Polizei wegen der brutalen Vergewaltigung und Ermordung einer Stripperin in Santa Monica festgehalten wird. Als Jack jedoch Zugriff auf die Akten erhält, erfährt er, dass Alonzo nur den Diebstahl des Autos gestanden hatte, in dessen Kofferraum die Leiche lag. Den Mord selbst hat Winslow nie zugegeben, obwohl die Pressekonferenz der Polizei dies suggerierte.
Bei der Recherche zu Kofferraummorden im Internet findet Angela unabsichtlich Beweise für ein ähnliches Verbrechen in Las Vegas. Ihre Recherchen führten sie jedoch zu einer „Falle“, die vom wahren Mörder eingerichtet wurde: von Wesley Carver, einem MIT-Absolventen, der der Sicherheitschef eines Datacenters in Mesa, Arizona, ist. Carver hackt die Computersysteme der LA Times und erfährt, dass Jack nach Las Vegas unterwegs ist, um mit dem Anwalt des angeblichen Täters des zweiten Opfers zu sprechen. Er täuscht umgehend einen Datennotfall vor, damit seine Firma ihn nach Los Angeles schickt.
Am nächsten Morgen in Las Vegas stellt Jack fest, dass weder seine Kreditkarten noch sein Handy funktionieren. Er muss sich ein Wegwerfhandy besorgen. Das Gespräch mit den Anwalt zeigt, dass bei beiden Morden dasselbe Tatmuster auffällig ist. Jack fährt nach Ely, Nevada, um mit dem wahrscheinlich unschuldig einsetzenden Beschuldigten zu sprechen. Während der langen Fahrt auf der „einsamsten Straße Amerikas“ ruft Jack seine Ex-Freundin, die FBI-Agentin Rachel Walling, an, um den „unter dem Radar“ operierenden Serienmörder zu melden, und erwähnt dabei auch seine elektronischen Probleme.
Als er im Gefängnis ankommt, wird Jack mitgeteilt, dass er den Gefangenen erst am nächsten Tag sehen kann. Er bucht ein Zimmer in einem örtlichen Hotel, wo er auf einen anderen Gast in Cowboy-Kleidung mit markanten Koteletten trifft. Er findet Rachel unerwartet in seinem Zimmer, die in einem FBI-Flugzeug nach Ely geflogen war, weil ihr klar geworden war, dass Jacks Entdeckungen und seine elektronischen Probleme zusammenhängen mussten, sie ihn aber nicht warnen konnte. Der Mann mit den Koteletten folgt Jack, doch verschwindet plötzlich, wie er Rachel sieht. Jack und Rachel vermuten, dass dieser verkleidete Mann der Mörder ist und Jack im Hotel ermorden wollte.
Als Jack die LA Times anruft, erfährt er, dass Angela verschwunden ist. Er und Rachel kehren umgehend nach Los Angeles zurück. Während des Fluges bemerkt Rachel, dass die Opfer beide exotische Tänzerinnen mit ähnlichem Körperbau waren und dass beide vor ihrem Tod Beinschienen trugen, während sie sexuell missbraucht wurden, eine Perversion, die als Abasiophilie bekannt ist. Bei ihrer Ankunft finden die beiden Angelas Leiche unter Jacks Bett. Sie wurde auf die gleiche Weise getötet wie die anderen Opfer.
Die Indizien, die Jack und Rachel zusammengetragen haben, ermöglichen die Freilassung von Alonzo und dem Gefangenen aus Las Vegas. Aber der Mörder ist noch immer nicht identifiziert. Jack sucht die Verbindung zwischen den beiden Opfern und findet heraus, dass die Anwaltsfirmen beider Opfer ihre Akten bei einer Cloud-Provider namens „Western Data Consultant“ in Mesa, Arizona gespeichert haben. Jack fliegt sofort nach Phoenix.
Währenddessen muss sich Rachel in der FBI-Zentrale in Washington, D.C. dafür verantworten, dass sie Mittel des FBI bei den Flügen nach Nevada verschwendet habe. Sie wird entlassen. Jack erreicht Rachel noch in Washington und bittet sie, direkt nach Phoenix zu kommen. Dort erfährt er von der Entlassung Rachels und ist entrüstet: Immerhin hat der Flug nach Nevada sein Leben gerettet und ihre Indizien haben zwei Unschuldige aus dem Gefängnis befreit. Für Rachel geht auch ohne Dienstausweis die gemeinsame Suche nach dem Mörder weiter.
Jack McEvoy und Rachel Walling geben sich als potenzielle Kunden von „Western Data“ aus und lassen sich den Firmensitz in Mesa zeigen. Der Firmenchef ist nicht da, denn er wurde mittlerweile von Carver und seinem Komplizen Stone, dem Mann mit den auffälligen Koteletten, ermordet und in der Wüste Arizonas verscharrt. Wesley Carver erläutert, dass er wie eine „Vogelscheuche“ Attacken auf das Data Center abwehre. Dabei gibt er nicht zu erkennen, dass er die beiden angeblichen Interessenten und ihre Absichten kennt. Er setzt Jack und Rachel auf die Fährte seines Kollegen Stone. In dessen Wohnung finden sie Beweise, dass Freddy Stone tatsächlich der Mann mit den Koteletten in Ely war und einer der Mörder der Stripperinnen. Sie Schalten das FBI ein. Wegen dieses Fahndungserfolgs nimmt das FBI die Kündigung von Rachel Walling zurück. Alle Fahnder sind jetzt überzeugt, dass Freddy Stone und Declan McGinnis, der Chef von „Western Data“,  gemeinsam die Serienmorde begangen haben.
Freddy Stone versucht Rachel Walling zu entführen. Er überfällt sie im Mesa Verde Inn, doch Jack kommt überraschend dazu und kann Rachel retten. Er verfolgt Stone auf das Dach des Hotels und nach einem Kampf stürzt Stone in die Tiefe. Nun bleibt die Suche nach dem zweiten mutmaßlichen Mörder, Declan McGinnis.
Jach reist nach Los Angeles zurück. Bei der LA Times wird ihm nun sein alter Job wieder angeboten, doch er lehnt ab. Bei der Verabschiedung von einer Kollegin, sieht er an deren Trennwand eine Abbildung einer Vogelscheuche aus dem Buch „Der Zauberer von Oz“. Nun wird ihm alles klar: Die Opfer waren vom Mörder am Kopf wie eine Vogelscheuche drapiert worden: Nicht McGinnis, Carver muss der Mörder sein. Jack fliegt sofort wieder nach Arizona, um Rachel zu warnen. Es kommt zu einem Kampf der beiden gegen Carver, bei dem schließlich Rachel den Serienmörder in den Kopf schießt. Carver fällt ins Koma. Die Geschichte endet damit, dass Carver in einem Gefängniskrankenhaus in medizinischer Isolation tief im Koma liegt und allein mit seinen Gedanken ist.

## Hintergrund
Der Roman spielt vor dem Hintergrund der Entwicklungen im Rahmen der Durchsetzung des Internets: Die Printmedien verlieren an Abonnenten und Werbeeinnahmen und Jack McEvoy seine Stelle bei der Los Angeles Times, neue Geschäftsmodelle entstehen durch die Entstehung von Anbietern von Cloud-Diensten und damit neue Formen der Kriminalität wie Identitätsdiebstahl, dem Jack McEvoy zum Opfer fällt.
Als „Vogelscheuche“ bezeichnet sich Wesley Carver, der bei dem Cloud-Anbieter Western Data für Sicherheit zuständig ist, weil er Hacker, Trolle und ähnliche Angreifer angeblich vertreibe, doch tatsächlich benutzt er die Daten, die er schützen soll, für seine kriminellen Taten.

## Querbezüge
Mehrfach spricht Rachel Walling über einen Cop, zu dem sie in Los Angeles eine mehr oder weniger turbulente Beziehung hatte. Es handelt sich dabei um Harry Bosch.
Conflict of Interest ist eine dreiteilige Video-Kurzgeschichte von Michael Connelly mit der FBI-Agentin Rachel Walling. Regie führte Terrill Lee Lankford, produziert wurde der Kurzfilm von Quixotic Productions. Die Geschichte ist teils Vorgeschichte und teils Nebengeschichte zu „Die Vogelscheuche“.
Walter Delabar von literaturkritik.de beschreibt recht treffend, dass Michael Connelly in allen seinen Romanen Querbezüge zu seinen anderen Krimis herstellt, auch zwischen Serien, hier zwischen Jack McEvoy und Mickey Haller, dem „Lincoln-Lawyer“ und Halbbruder von Connellys Hauptfigur Harry Bosch:

„Es ist überhaupt ein schöner Zug in Connellys fiktiver Welt, dass sie immer wieder Bezüge zu anderen, ehemaligen Protagonisten und Fällen herstellbar macht, die in früheren Romanen aufgetaucht sind. So erwähnt McEvoy gelegentlich, dass er einige Artikel über einen Anwalt geschrieben habe, der von einem seiner Mandanten in einem Town Car herumgefahren wird, statt im Büro zu sitzen. So zu lesen in Connellys im letzten Jahr in Deutschland erschienenen Roman „So wahr uns Gott helfe“. Es sieht so aus, als arbeite Michael Connelly an einem spezifischen Gesamtentwurf, der sich am Ende zu einem Schaubild unserer eigenen Welt zusammenfügt.“

## Rezeption
Kirkus Reviews hält das Buch eher für einen mittelmäßigen Roman des so produktiven Autors. Der Plot sei gelungen, aber nicht besonders spannend für Leser, die schon andere Bücher Connellys gelesen hätten.
Ganz anders Publishers Weekly: Hier zählt „Die Vogelscheuche“ zu einem der besten Thriller des Jahres.
Die New York Times benennt das eigentliche Thema des Krimis: „Die Science-Fiction-Phantome, die einst der Fantasie von Michael Crichton entsprangen, sind in dieser Geschichte über Spionage, Trolling, Hacking, Identitätsdiebstahl und andere gespenstisch körperlose Verletzungen der Privatsphäre Realität geworden.“ Die Rezensentin hält „Die Vogelscheuche“ für den besten Roman von Michael Connelly seit Der Mandant.
Walter Delabar von literaturkritik.de hält die Geschichte für „zu geplant und zu geometrisch angeordnet,“ Gleichwohl gesteht er Connelly eine Professionalität zu, die einen hohen Unterhaltungswert mit sich bringt.
Für die Krimi-Couch ist Connellys „Sein letzter Auftrag“ (Titel der deutschen Erstausgabe) zwar „ein sauber geplotteter, spannend geschriebener Roman“, der Rezensent kann der Geschichte jedoch nicht viel Originalität abgewinnen. Die Realität hat seiner Meinung nach mehr „realen Horror“ als der Plot des Romans. Insgesamt also eine eher durchwachsene Beurteilung.

## Ausgaben
- Michael Connelly: The Scarecrow. Little, Brown and Company, New York 2009, ISBN 978-0-316-16630-0.
- Michael Connelly: Sein letzter Auftrag. Aus dem amerikanischen Englisch von Sepp Leeb. Heyne Verlag, München 2011, ISBN 978-3-453-26645-2.
- Michael Connelly: Die Vogelscheuche: Der zweite Fall für Jack McEvoy. Aus dem amerikanischen Englisch von Sepp Leeb. Kampa, Zürich 2022, ISBN 978-3-311-15518-8, auch als E-Book.